# المديرية العامة للهيدروليكا الريفية والكهرباء
المديرية العامة للهيدروليكا الريفية والكهرباء (بالفرنسية:Direction Generale de L'Hydraulique et del'Electrification Rurales أو DGHER) هو مخطط هيدروليكي وكهرباء في بوروندي. وقد شارك البنك الدولي في التمويل.